# Klaus Schulte
Klaus Schulte (* 26. Januar 1930 in Bochum; † 4. Juli 2016 in Halle (Saale)) war ein deutscher Sprachwissenschaftler und Vertreter der deutschen Gehörlosenpädagogik.

## Leben
Klaus Schulte verbrachte seine Kindheit in Bochum und machte 1950 Abitur in Soest/Westf. Danach studierte er bis 1952 an der Pädagogischen Akademie Oberhausen und machte die erste Lehrerprüfung. Von 1952 bis 1954 war Schulte Lehrer an der Schwerhörigen- und Sprachheilschule in Essen, ab 1954 arbeitete er als Taubstummen-Hilfslehrer an der Gehörlosenschule Wuppertal. Berufsbegleitend studierte er weiter am Heilpädagogischen Seminar der Pädagogischen Akademie Essen-Kupferdreh. 1954 erfolgte seine zweite Lehrerprüfung; Hilfsschullehrerprüfung, Schwerhörigenlehrerprüfung, Sprachheillehrerprüfung.
Von 1955 bis 1957 studierte Klaus Schulte an der Universität Bonn, es folgte der Abschluss zum Taubstummen-Oberlehrer an der Gehörlosenschule Euskirchen. Dann arbeitete Schulte als Taubstummen-Oberlehrer an der Gehörlosenschule Köln und als Sprachtherapeut am Rheinischen Landessprachheilzentrum Bad Oeynhausen. Von 1958 bis 1964 wirkte Klaus Schulte als Taubstummenlehrer an der Gehörlosenschule Essen (Hauptschule, Berufsschule für Gehörlose). Von hier aus baute er die Frühförderung für hörgeschädigte Kleinkinder im Bereich westliches Ruhrgebiet und Niederrhein auf.
Ab 1959 absolvierte Klaus Schulte ein berufsbegleitendes Promotionsstudium an der Universität Bonn. 1962 Promotion bei Leo Weisgerber in den Fächern Sprachwissenschaft, Phonetik und Audiologie. Ab Wintersemester 1964/1965 war er Dozent am „Institut für Hör-, Sprach- und Sehgeschädigtenpädagogik in Verbindung mit der Universität Heidelberg“ und von 1966 bis zur Emeritierung 1995 C4-Professor für „Allgemeine und Angewandte Sprachwissenschaft, einschließlich Phonetik und Sprachanbildung“ am Fachbereich VI Sonderpädagogik der Pädagogischen Hochschule Heidelberg.
Klaus Schulte gründete 1965 die „Forschungsstelle für Angewandte Sprachwissenschaft zur Rehabilitation Behinderter Heidelberg“ (FST), um für schwerst körperbehinderte taubblinde Contergan-Kinder zwischenmenschliche Kommunikation zu ermöglichen. Gemeinsam mit der Firma Siemens entwickelte er Geräte (Fonatoren), die die Schallwellen der Sprache in fühlbare Vibrationen umwandelten. Anerkennung erlangte Klaus Schulte (zusammen mit Christa Schlenker-Schulte) außerdem mit 142 Sprechlehr-Videos und dem Phonembestimmten Manualsystem.
1997 übersiedelte Klaus Schulte nach Halle (Saale), wo seine Frau Christa Schlenker-Schulte die Professur für Sprachbehindertenpädagogik übernommen hatte. Die „FST“ zog mit nach Halle und arbeitet seit 1998 unter der Leitung von Christa Schlenker-Schulte als An-Institut „Forschungsstelle zur Rehabilitation von Menschen mit kommunikativer Behinderung an der Martin-Luther-Universität Halle-Wittenberg“.
Klaus Schulte hat 150 Beiträge in Fachzeitschriften und Monografien veröffentlicht. In der von ihm (ab 2000 gemeinsam mit Christa Schlenker-Schulte) herausgegebenen Reihe „Wissenschaftliche Beiträge aus Forschung, Lehre und Praxis zur Rehabilitation von Menschen mit Behinderungen“ beim Neckar-Verlag sind 50 Bücher erschienen.
Von 1966 bis 2003 war er Kuratoriumsmitglied der Aktion Mensch (früher Aktion Sorgenkind).

## Forschung und Entwicklung
Über die 1965 gegründete Forschungsstelle (FST) realisierte Klaus Schulte 30 mehrjährige Forschungsprojekte; die Drittmittel kamen von verschiedenen Bundesministerien, der Deutschen Forschungsgemeinschaft und diversen Stiftungen. Zentral für alle Forschungsprojekte war die Überwindung von Kommunikationsbarrieren und das Ziel, allen Menschen eine gleichberechtigte Teilhabe zu ermöglichen. Am Anfang standen die schwerst und mehrfach behinderten Contergan-Kinder im Mittelpunkt des Forschungsinteresses. Später lag der Fokus auf der Sprech-/Sprachanbahnung für hör-sprach-behinderte Kinder. Seit den 1990er Jahren standen zunehmend hörbehinderte Menschen im Kontext von Berufsausbildung und Beruf im Zentrum der Forschungsprojekte.

### Fonatoren
Die Initialzündung für die FST war der Contergan-Skandal, in dessen Folge viele schwerst mehrfachbehinderte Dysmelie-Kinder geboren wurden. Im ersten Projekt sollte die FST im Auftrag des Bundesministeriums für Jugend, Familie und Gesundheit (BMJFG) Methoden bzw. Geräte entwickeln, die auch für taubblinde Kinder ohne Arme und Beine Kommunikation ermöglichen sollten. Gemeinsam mit der Firma Siemens entwickelte Klaus Schultes FST-Team die sogenannten Fonatoren. Die Fonatoren machten die gesprochene Sprache fühlbar, indem sie die Schallwellen des Gesprochenen in sprachspezifische Vibrationen umwandelten. Da gehörlose Kinder mit den Fonatoren die Lautsprache fühlen konnten, wurden die Fonatoren vor allem als „Hör-Sprech-Trainer“ für die Lautsprach-Anbahnung eingesetzt. Bis Mitte der 1980er Jahre kamen auf den Markt: Mono-Fonator, Poly-Fonator, Stereo-Einzeltrainer, Fonator-Hörsprech-Trainer, Fonator-Sprechtrainer und Mini-Fonator. Der Mini-Fonator konnte wie eine Armbanduhr am Handgelenk getragen werden. Mit ihm endete die Entwicklungsgeschichte der Fonatoren. Fonatoren sind bis heute in Hilfsmittel- und Beihilfe-Verordnungen von Bund und Ländern gelistet.

### Akustik – Phonetik – Sprechen
Beim Institut für den Wissenschaftlichen Film erschienen 142 Sprech-Lehr-Filme, in denen Sprechtherapie anschaulich und praxisnah vermittelt wurde, so z. B. zu Sigmatismus, zur Artikulation Hörgeschädigter oder auch zur Stammler-Therapie. Vor allem für gehörlose Kinder entwickelte Klaus Schulte mit seinen Mitarbeiter/-innen das Phonembestimmte Manualsystem (PMS). Im PMS wird jeder Laut durch eine spezifische Handbewegung dargestellt. Die Handbewegungen visualisieren den Artikulationsort sowie die Lippen-, Kiefer- und Zungenstellung bei der Bildung eines Lautes. Die Handbewegungen des PMS basieren auf detaillierten akustisch-phonetischen Analysen.

### Teilhabe am Arbeitsleben
Ab Ende der 1980er Jahre realisierte Klaus Schulte an der FST Projekte zur Teilhabe am Arbeitsleben. 1991 begann die Forschung zur (Um-)Formulierung von Berufsabschlussprüfungen in Einfache Sprache für hörbehinderte Auszubildende. Die Textoptimierten (TOP-)Prüfungen wurden gemeinsam mit dem RWB Essen, der IHK Essen und der Handwerkskammer Düsseldorf entwickelt. Sie sind heutzutage ein häufig eingesetzter Nachteilsausgleich u. a. für hör- bzw. sprachbehinderte Prüflinge.
Mit den Virtuellen Fachschulen am RWB Essen wurde – ebenfalls gemeinsam mit dem RWB Essen – die deutschlandweit erste Möglichkeit zur beruflichen Höherqualifikation entwickelt, die die Bedürfnisse hörbehinderter Menschen berücksichtigt.
Nach seiner Emeritierung stand Klaus Schulte den FST-Forschungsprojekten (seit 1998 geleitet von Christa Schlenker-Schulte) beratend zur Seite.